# Крама (группа)
Крама — белорусская рок-группа.

## История
Основана в 1991 году на базе группы «Рокис». В 1994 году на фестивале «Рок-коронация» Крама была признана лучшей белорусской группой. В этом же году на фестивале «Поколение» в Москве Крама заняла первое место. В феврале 1995 года песня группы «Ім не трэба мой блюз» заняла первое место в хит-параде белорусского музыкального радио. Группа записала 9 номерных альбомов и приняла участие во многих сборниках. В 2000-е годы выступления группы запрещались. В 2007 году группа вместе с другими опальными музыкантами встретилась с представителями власти и получила разрешение на выступления. В 2009 году состоялся концерт с Николаем Арутюновым.

## Дискография

### Альбомы
- Хворы на рок-н-рол (1993)
- Vodka on Ice (1993, переиздан в 2003)
- Гэй там, налівай! (1994)
- Камендант (1995)
- Што дапаможа нам (1998)
- Хавайся ў бульбу (2001)
- Усё жыццё — дзіўны сон (2007)
- Белая вада[бел.] (2014)
- Зацьменны блюз (2021)

### Сборники
- Наваполацкі канцэрт — Live-1996 (2004)
- Будзь разам з намі — The Best (2005)

### Синглы
- Enjoy the Silence (2003)

### Совместные проекты
- Песьнярок[тарашк.] (1997)
- Вольныя танцы: слухай сваё[тарашк.] (1999)
- Вольныя танцы: альтэрнатыва by[тарашк.] (2001)
- Сэрца Эўропы in rock[бел.] (2001)
- Personal Depeche[пол.] (2002)
- Генералы айчыннага року[бел.] (2004)
- Прэм’ер Тузін 2005[тарашк.] (2005)
- Budzma The Best Rock / Budzma The Best Rock/New (2009)